# Signals Feed The Void
Signals Feed The Void – український музичний гурт, заснований у Херсоні в 2014 році.
Гурт виконує музику в стилях індастріал, експериментал і постпанк. Свою музику Андрій Печаткин і Віталій Гавриленко записують у домашній студії звукозапису і росповсюджують на онлайн стримінгових сервісах Spotify, SoundCloud, Bandcamp.

## Дискографія
2014 
- Від Надістот До Нелюді

 2015 
- Роса

 2016 
- Під Покровом
- Останнє Тепло[1]

 2017 
- Непереможне Сонце[2][3]

 2018 
- Кокон
- Дні Та Ночі

 2019 
- Ритуал[4][5]
- Signals Feed The Void

 2021 
- Святотатство

2022
- Монумент

2023
- Квітнуть Троянди